# Liane Bahler
Liane Bahler (* 22. Januar 1982 in Kirchheim; † 4. Juli 2007 bei Rudolstadt) war eine deutsche Radrennfahrerin. Sie war deutsche Straßenmeisterin der Juniorinnen 1999 und 2000.
Liane Bahler begann 1996 mit dem Radsport und wurde als Juniorin Deutsche Meisterin. 2002 fuhr sie in der Nationalmannschaft unter Bundestrainer Jochen Dornbusch einen Etappensieg bei der Tour de l’Aude ein. Sie gewann bei diesem Rennen die Nachwuchswertung. Für die Equipe Nürnberger nahm sie 2002 als Gastfahrerin an der Tour de France der Frauen teil. Von 2003 bis 2005 war bei der Equipe Nürnberger unter Vertrag und wurde in dieser Zeit unter anderem Deutsche Bergmeisterin 2003. 2006 wechselte sie für das niederländische Team Therme Skin Care, ehe sie 2007 zu Fenixs wechselte.
Sie starb am 4. Juli 2007 bei einem Verkehrsunfall, als sie im Auto zum Flughafen unterwegs war.

## Erfolge
1999
- Deutschen Meisterschaften – Straßenrennen (Juniorinnen)

2000
- Deutschen Meisterschaften – Straßenrennen (Juniorinnen)

2002
- eine Etappe und Nachwuchswertung Tour de l’Aude

2003
- Deutsche Meisterschaften – Berg

2004
- Deutschen Meisterschaften – Straßenrennen